# Langenloh (Petersaurach)
Langenloh (fränkisch: Langala) ist ein Gemeindeteil der Gemeinde Petersaurach im Landkreis Ansbach (Mittelfranken, Bayern). Langenloh liegt in der Gemarkung Herpersdorf.

## Geografie
Unmittelbar westlich des Dorfes fließt das Dorfbächlein, ein linker Zufluss der Fränkischen Rezat. Im Westen grenzt der Lichtenauer Forst an, im Südwesten folgen die Waldgebiete Birkenbusch und Fürstenloh. 1 km nordöstlich liegt der Sandbühl. Durch Langenloh verläuft die Staatsstraße 2412, die nach Petersaurach (2,7 km östlich) bzw. nach Herpersdorf (1,3 km südwestlich) führt. Die Kreisstraße AN 10 führt nach Wicklesgreuth (1 km nördlich), eine Gemeindeverbindungsstraße nach Büschelbach (1,4 km südlich). Am Ortsausgang in Richtung steht ein Eichensiebenling, der als Naturdenkmal ausgezeichnet ist.

## Geschichte
Der Ort wurde erstmals 1166 als „Langenloch“ urkundlich erwähnt. Der Ortsname bedeutet bei dem lang gestreckten Gehölz.
Schon vor 1249 erwarb das Kloster Heilsbronn dort ein Gut. Daneben waren die Herren von Heideck im Ort begütert. 1435 verkauften sie ihren Besitz – darunter 1 Hof und 2 Güter in Langenloh – an Martin von Eyb.
Im Salbuch des Pflegamts Lichtenau von 1515 werden für Langenloh 6 Untertansfamilien angegeben: 1 Untertan unterstand der Reichsstadt Nürnberg, 1 Untertan dem Kloster Heilsbronn, 1 Untertan Albert Linck zu Schwabach und 3 Untertanen den Herren von Eyb.
Im 16-Punkte-Bericht des brandenburg-ansbachischen Klosteramts Heilsbronn aus dem Jahr 1608 wurde für Langenloh nur der Bauernhof angegeben, der dem Klosterverwalteramt Heilsbronn unterstand. Die Anwesen anderer Grundherrn werden nicht aufgelistet.
Laut der Amtsbeschreibung des Pflegamtes Lichtenau aus dem Jahr 1748 zählte der Ort zur Hauptmannschaft Sachsen. Es gab 6 Untertansfamilien, von denen zwei nürnbergisch waren.
Gegen Ende des 18. Jahrhunderts gab es in Langenloh acht Anwesen und ein Hirtenhaus der Kommune. Das Hochgericht übte das Pflegamt Lichtenau der Reichsstadt Nürnberg aus, die Dorf- und Gemeindeherrschaft hatte das Rittergut Frohnhof der Herren von Eyb inne. Grundherren waren das Rittergut Frohnhof (3 Halbhöfe, 1 Gut), das Klosterverwalteramt Heilsbronn (1 Hof), die Kirche Immeldorf (1 Wirtsgut) und der Nürnberger Eigenherr von Stromer (1 Hof).
Im Rahmen des Gemeindeedikts wurde Langenloh dem 1808 gebildeten Steuerdistrikt Sachsen und der 1810 gegründeten Ruralgemeinde Sachsen zugeordnet. Mit dem Zweiten Gemeindeedikt (1818) wurde Langenloh in die neu gebildete Ruralgemeinde Herpersdorf umgemeindet. Diese wurde am 31. Dezember 1971 im Zuge der Gebietsreform in Bayern aufgelöst. Langenloh wurde nach Petersaurach eingemeindet.

## Einwohnerentwicklung
| Jahr      | 001818 | 001840 | 001861 | 001871 | 001885 | 001900 | 001925 | 001950 | 001961 | 001970 | 001987 | 002009 | 002015 | 002022 |
| Einwohner | 71     | 55     | 68     | 61     | 72     | 64     | 71     | 165 *  | 212 *  | 190 †  | 110    | 116    | 120    | 101    |
| Häuser    | 10     | 9      |        |        | 10     | 12     | 11     | 21 *   | 37 *   |        | 36     |        |        |        |
| Quelle    | [ 18 ] | [ 19 ] | [ 20 ] | [ 21 ] | [ 22 ] | [ 23 ] | [ 24 ] | [ 25 ] | [ 26 ] | [ 27 ] | [ 28 ] | [ 1 ]  | [ 1 ]  | [ 1 ]  |

## Religion
Seit der Reformation ist der Ort evangelisch-lutherisch geprägt und war ursprünglich nach St. Alban (Sachsen bei Ansbach) gepfarrt. Seit 1929 gehören sie zu St. Peter (Petersaurach). Die Einwohner römisch-katholischer Konfession waren ursprünglich nach Unsere Liebe Frau (Heilsbronn) gepfarrt, seit 1976 ist die Pfarrei St. Franziskus (Neuendettelsau) zuständig.

## Bildergalerie

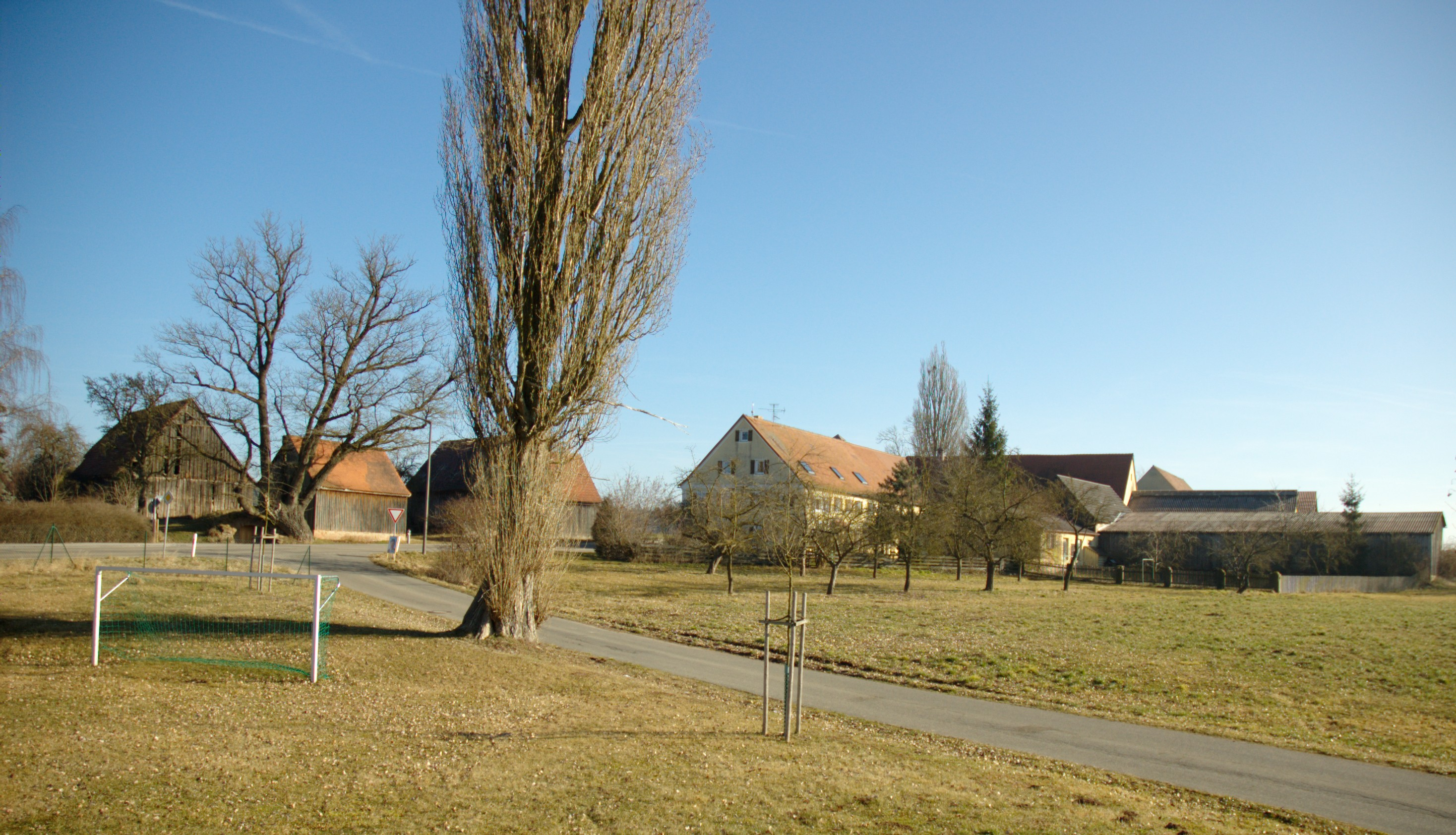
Ortsansicht
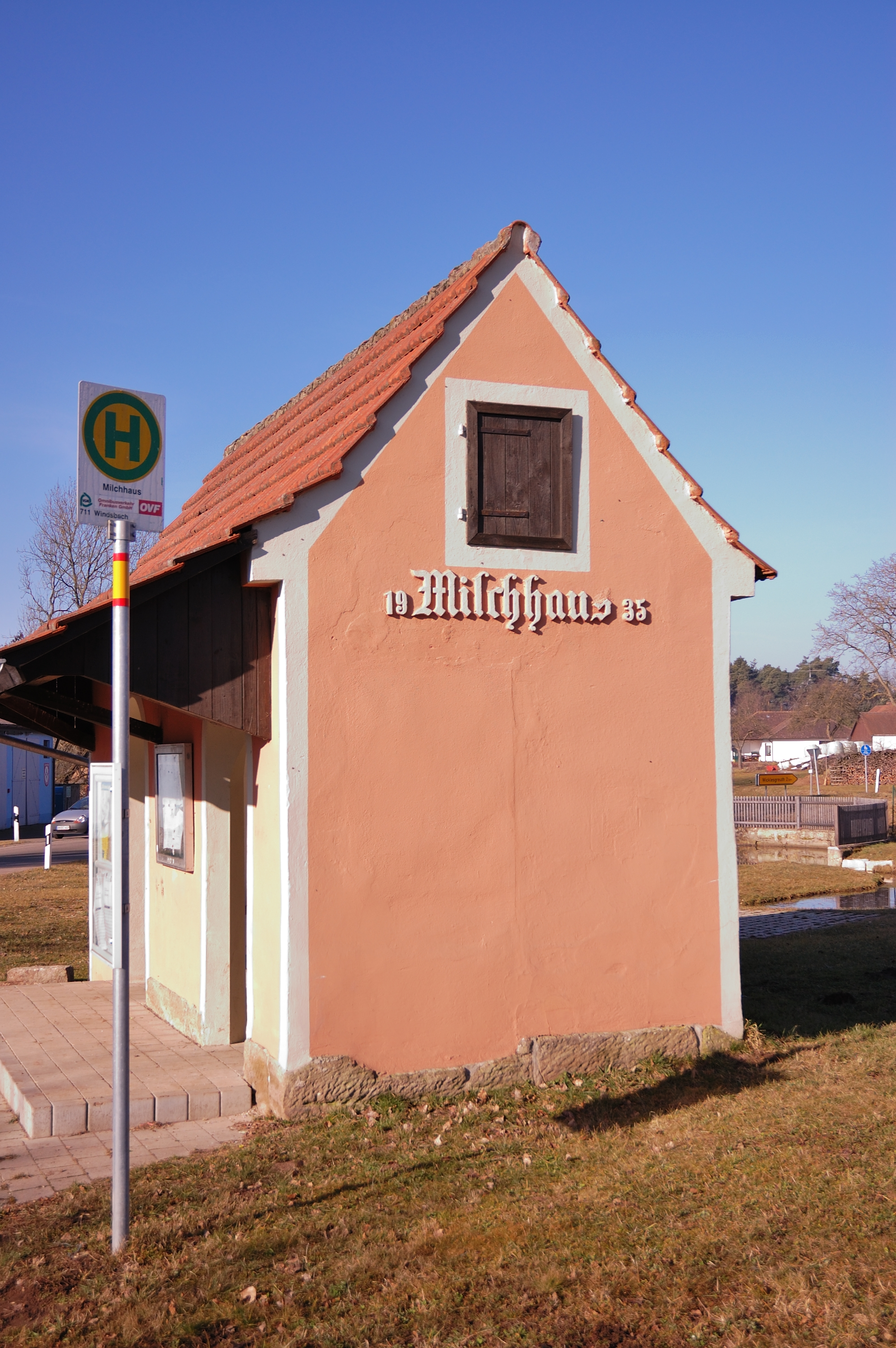
Das Milchhaus
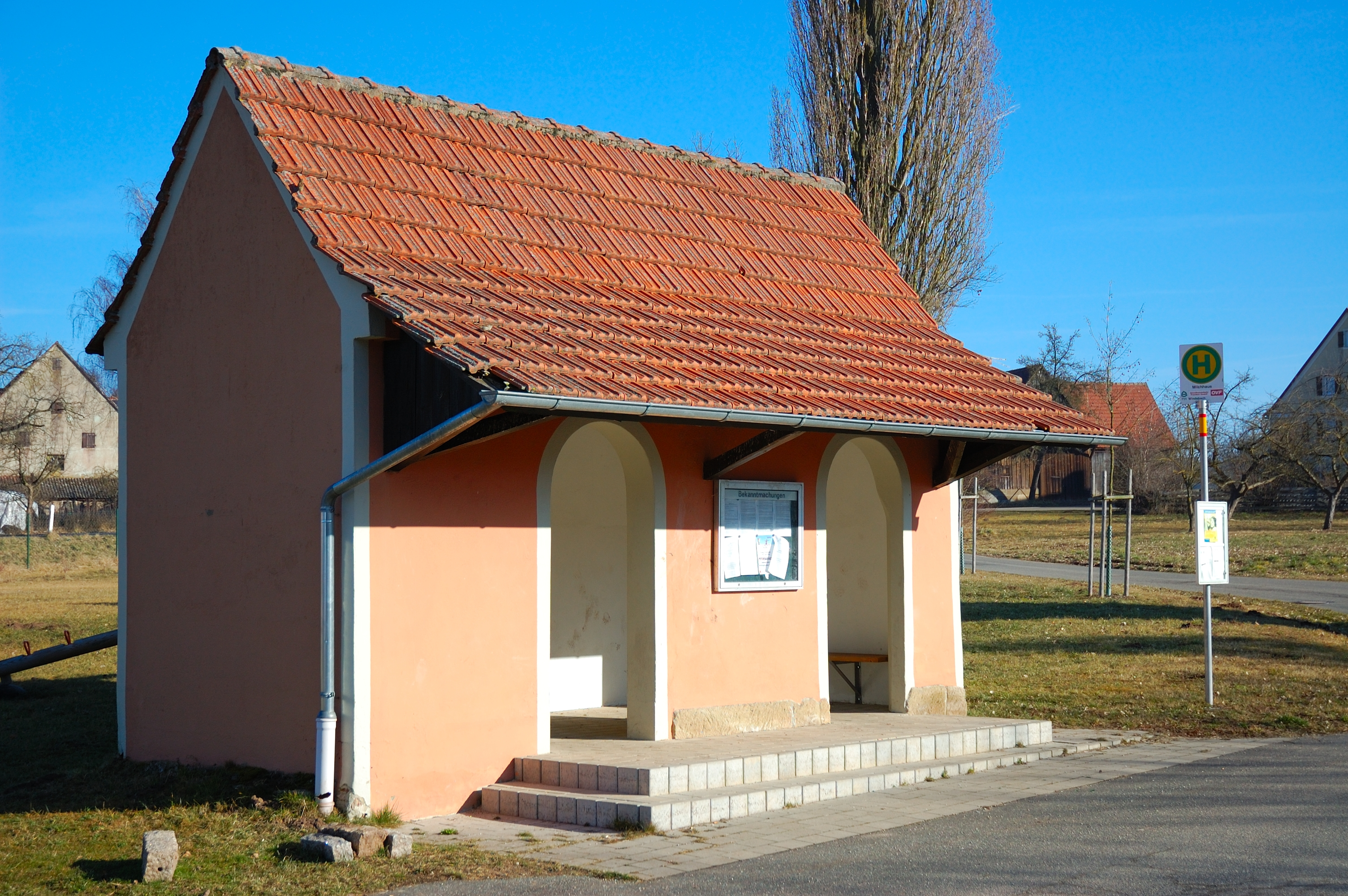
Ehemaliges Milchhäuschen, das jetzt als Bushaltestelle genutzt wird
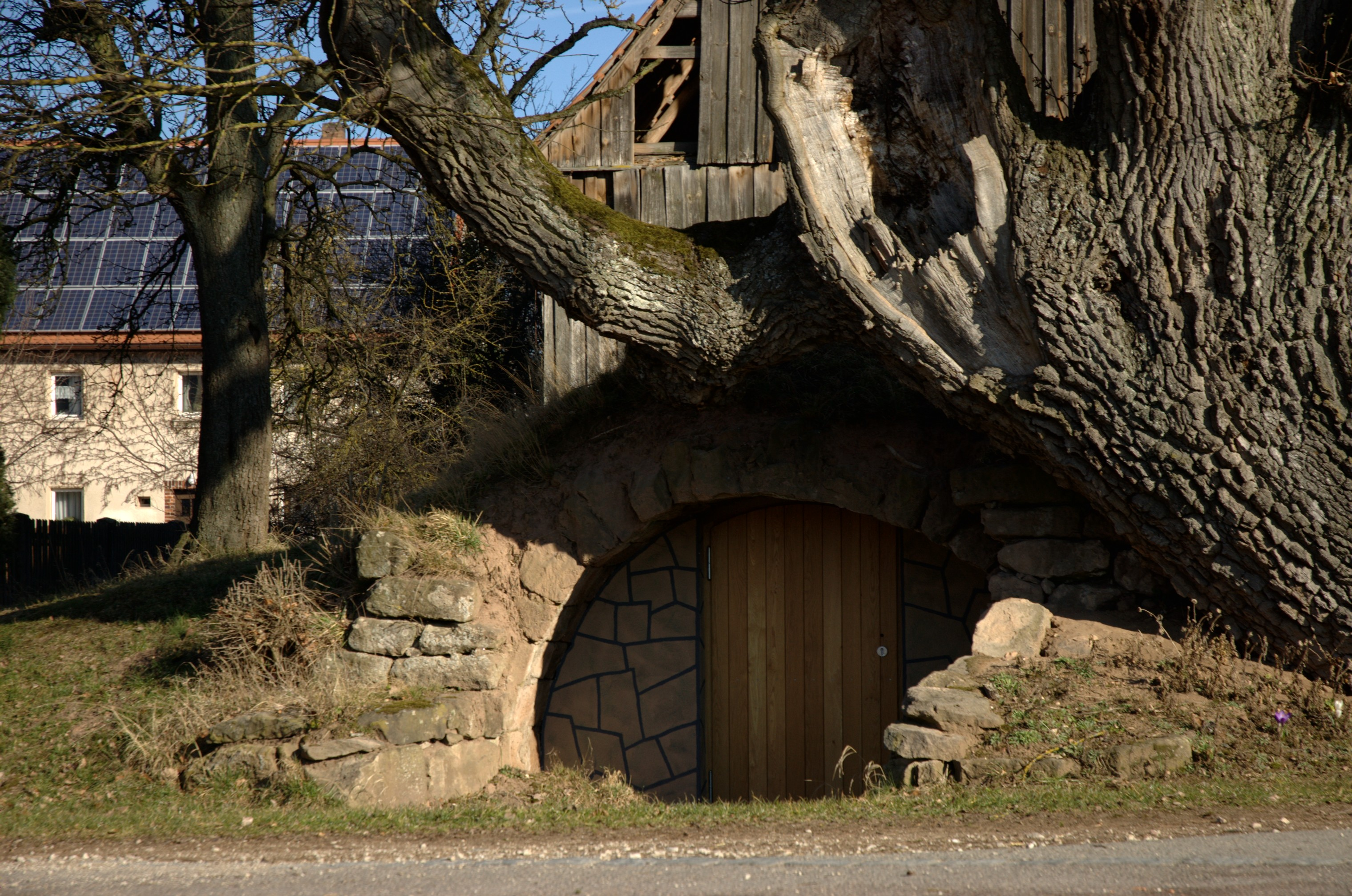
Langenloh, Keller